# ويليام مارسيلو هوارد
ويليام مارسيلو هوارد هو محامي وقاضي وسياسي أمريكي، ولد في 6 ديسمبر 1857 في بيرويك في الولايات المتحدة، وتوفي في 5 يوليو 1932 في أوغستا في الولايات المتحدة. نشط حزبياً في الحزب الديمقراطي. وقد انتخب عضو مجلس النواب الأمريكي ‏.